# USA Volleyball
The United States Volleyball Association (USVBA) – organizacja non-profit służąca jako ciało zarządzające piłką siatkową w Stanach Zjednoczonych. Organizację uznaje Fédération Internationale de Volleyball (FIVB) i Amerykański Komitet Olimpijski (United States Olympic Committee – USOC).
Fundatorem była amerykańska YMCA. USA Volleyball ma swoją siedzibę w Colorado Springs. Głównym zadaniem tej organizacji jest selekcja i prowadzenie reprezentacji narodowych USA rywalizujących w międzynarodowych turniejach siatkarskich rozgrywanych pod kuratelą FIVB. USA Volleyball ma również na celu rozwijanie zainteresowania siatkówką na terenie Stanów Zjednoczonych poprzez zaangażowanie 40 regionalnych związków siatkówki.
„Volleyball USA” jest oficjalnym czasopismem USA Volleyball. Ukazuje się kwartalnie i informuje o drużynach narodowych, programach dla młodzieży, siatkówce plażowej, wydarzeniach regionalnych itp.